# Томпсон, Лесли
Лесли Эллисон Томпсон-Уилли (англ. Lesley Thompson-Willie, род. 20 сентября 1959 года, Торонто, Канада) — канадская рулевая в академической гребле, олимпийская чемпионка и чемпионка мира. Она известна своей долгой карьерой, начавшейся ещё в конце 1970-х.
В московской Олимпиаде ей помешал выступить бойкот.
В Лос-Анджелесе Лесли Томпсон получила свою первую олимпийскую медаль, серебряную, в гонке квартетов с рулевым. В 1992 году в Барселоне она завоевала золотую медаль. Всего на её счету на Олимпиадах одна золотая, три серебряных и одна бронзовая медали. У неё несколько медалей, завоёванных на чемпионатах мира и одно золото на Играх Содружества.
После Игр 2000 года в Сиднее Лесли завершила карьеру и пропустила Игры 2004 года в Афинах, но в 2005 году решила вернуться в спорт и приняла участие в Играх 2008, 2012 и 2016 годов. В 2012 году в возрасте 52 лет выиграла вместе с командой серебро Игр в Лондоне.
В мире академической гребли Лесли Томпсон — единственная, кто участвовал в восьми Олимпийских играх. Одна из 6 женщин, кто участвовал как минимум в 8 Олимпиадах.